# Rifat Chadirji
Rifat Chadirji (tiếng Ả Rập: رفعت الجادرجي Rifa'a al-Khādarjī; 6 tháng 12 năm 1926 - 10 tháng 4 năm 2020) là một kiến trúc sư, nhiếp ảnh gia, tác giả và nhà hoạt động xã hội người Iraq. Với hơn 100 thiết kế cho các tòa nhà trên khắp đất nước, Chadirji thường được coi là cha đẻ của kiến trúc Iraq hiện đại.

## Cuộc sống và sự nghiệp
Chadirji sinh ra ở Baghdad năm 1926 trong một gia đình có ảnh hưởng. Cha của ông, Kamil Chadirji (1897-1968), đóng vai trò trung tâm trong chính trị của Iraq với tư cách là người sáng lập và chủ tịch của Đảng Dân chủ Quốc gia.

Chadirji được đào tạo như một kiến trúc sư. Năm 1952, sau khi hoàn thành khóa đào tạo sau đại học, ông trở lại Baghdad và bắt đầu làm việc với cái mà ông gọi là "thí nghiệm kiến trúc" của mình.  Kiến trúc của Rifat Chadirji được lấy cảm hứng từ các đặc điểm của kiến trúc khu vực Iraq và trí thông minh được thử nghiệm theo thời gian vốn có, đồng thời, ông muốn dung hòa truyền thống với nhu cầu xã hội đương đại. Trong một cuộc phỏng vấn, Chadirji giải thích triết lý của mình:
"Ngay từ khi bắt đầu thực hành, tôi đã nghĩ rằng, sớm hay muộn, Iraq tự tạo cho mình một kiến trúc khu vực mang tính hiện đại, đồng thời là một phần của phong cách tiên phong quốc tế hiện nay." 
Trong bối cảnh kiến trúc, Chadirji gọi cách tiếp cận này là chủ nghĩa khu vực quốc tế. Cách tiếp cận của Chadirji hoàn toàn phù hợp với các mục tiêu của Tập đoàn Baghdad hiện đại, được thành lập năm 1951, trong đó ông là thành viên ban đầu. Nhóm nghệ thuật này đã tìm cách kết hợp di sản của người Iraq cổ đại với nghệ thuật và kiến trúc hiện đại, để phát triển thẩm mỹ của Iraq, nó không chỉ độc nhất ở Iraq, mà còn ảnh hưởng đến sự phát triển của ngôn ngữ hình ảnh pan-Arab.
Các tác phẩm ban đầu của Chadirji đã có cơ sở vững chắc trong bài diễn văn được thực hiện bởi các thành viên của Nhóm nghệ thuật hiện đại Baghdad,  bao gồm các nhà điêu khắc Jawad Saleem và Mohammed Ghani Hikmat, và trí thức nghệ sĩ, Shakir Hassan Al Said. Các thiết kế của ông dựa trên việc trừu tượng hóa các khái niệm và các yếu tố của các tòa nhà truyền thống, và tái cấu trúc chúng theo các hình thức đương đại.  Tuy nhiên, các nhà phê bình của Chadirji đã chỉ ra rằng mặc dù Chadirji có thiện cảm với mục tiêu của nhóm, nhưng về cơ bản, ông là một người theo chủ nghĩa hiện đại.
Các công trình ban đầu của Chadirji chủ yếu là tái thiết các tòa nhà cũ. Năm 1959, ông được giao xây dựng một tượng đài công cộng lớn, Đài tưởng niệm người lính vô danh, sau đó bị chính phủ Ba'athist của Sadam Hussein phá hủy và thay thế bằng một bức tượng của chính Hussein. Tượng đài của Chadirji, nằm ở trung tâm quảng trường Ferdous của Baghdad, đã đề cập đến truyền thống của Iraq, tượng đài gợi lên vòm cung từ Cung điện Sassanid, Ctesiphon. Được mô tả như một cấu trúc đơn giản, mang tính biểu tượng, hiện đại,  phác thảo về khái niệm thiết kế được tìm thấy tại Viện Mỹ thuật ở Baghdad, cho thấy cảm hứng cho thiết kế đại diện cho một người mẹ cúi xuống để đón đứa con liệt sĩ của mình.
Chadirji sẽ tiếp tục sử dụng các họa tiết cổ xưa của Iraq trong các thiết kế tòa nhà của mình.  Các tác phẩm của ông, như Khu nhà Hussain Jamil (1953), Kho thuốc lá (năm 1965), Khu nhà ở Rafiq (năm 1965) và Bưu điện Trung tâm (1975), được thông báo bởi các biện pháp kiểm soát nhiệt độ của Iraq - thông gió tự nhiên, sân trong, tường màn hình và ánh sáng phản chiếu. Ông cũng sử dụng ngôn ngữ kiến trúc của các vòm và các trụ cầu nguyên khối nhắc nhở du khách về lịch sử kiến trúc cổ xưa của Iraq. Mặc dù, các thiết kế của ông thường sử dụng các yếu tố bản địa, ông thường trừu tượng hóa chúng và kết hợp chúng trong các hình thức mới. Đôi khi, ông dựa vào ngoại thất truyền thống, nhưng thiết kế nội thất châu Âu.
Năm 1974, ở tuổi 48, Chadirji bị tù chung thân vì từ chối làm việc trong một dự án do chính phủ tài trợ trong nhiệm kỳ tổng thống của Ahmed Hassan al-Bakr.  Tuy nhiên, sau khi thụ án gần hai năm trong nhà tù Abu Ghraib, anh được thả ra khi Saddam Hussein nắm quyền. Saddam muốn kiến trúc sư giỏi nhất của Iraq giám sát việc chuẩn bị cho một hội nghị quốc tế sẽ được tổ chức tại Baghdad vào năm 1983 và hỗ trợ các kế hoạch chung để cung cấp cho Baghdad một sự đổi mới.  Ông trở thành cố vấn kiến trúc của Hussein cho Quy hoạch thành phố Baghdad, trong giai đoạn 1982 19821983.  Trong khi bị giam cầm, ông đã viết một cuốn sách về kiến trúc, Al Ukhaidir và Crystal Palace,sử dụng các tài liệu mà vợ ông đã nhập lậu vào Abu Ghraib.  Cuốn sách đã được mô tả như là một "tác phẩm tinh túy" về chủ đề kiến trúc của Iraq.
Vào những năm 1980, Chadirji trở thành Ủy viên Hội đồng Thị trưởng, một vai trò giúp ông giám sát tất cả các dự án tái thiết ở Baghdad.  Ông rời Iraq năm 1983 để đảm nhận vị trí học tập tại Đại học Harvard. Vài năm sau, khi trở về Baghdad, anh rất buồn vì sự xuống cấp trong thành phố. Anh và vợ quyết định rời khỏi Iraq vĩnh viễn và họ định cư ở London, nơi anh tiếp tục sống.
Cùng với cha mình, Chadirji đã ghi lại hình ảnh của Baghdad và khu vực rộng lớn hơn ở Iraq và Syria. Họ sợ kiến trúc và di tích khu vực sẽ bị mất cho sự phát triển mới liên quan đến sự bùng nổ dầu mỏ.  Năm 1995, ông xuất bản một cuốn sách về những bức ảnh quý giá của cha mình.  Vị trí chính trị gia của cha ông đã cho ông tiếp cận với nhiều người và những nơi có thể gây khó khăn cho các nhiếp ảnh gia khác.
Trong một cuộc phỏng vấn với Ricardo Karam, Chadirji đã nói về chủ nghĩa vô thần của mình; Sau khi nghiên cứu triết học với vợ, ông hiểu ra rằng các tôn giáo bắt nguồn từ ma thuật. Ông cũng nói rằng ông tôn trọng tất cả các tôn giáo, và hỏi sau khi chết rằng những lời cầu nguyện không được cung cấp cho ông, và cơ thể ông được hỏa táng.

### Qua đời
Vào ngày 10 tháng 4 năm 2020, Chadriji qua đời vì COVID-19 tại London, hưởng thọ 93 tuổi.

## Làm việc
Mặc dù Chadirji đã thiết kế nhiều khu dân cư, nhưng ông được chú ý nhất đối với các công trình công cộng của mình, bao gồm cả các tòa nhà và di tích. Ông Đài tưởng niệm Unknown Soldier (1959), được mô tả như một đơn giản, mang tính biểu tượng, cấu trúc hiện đại, đã được gỡ bỏ từ al-Fardous Square để nhường chỗ cho một bức tượng của Saddam Hussein trong những năm đầu thập niên 1980. Bức tượng thay thế đã bị lật đổ một cách bỉ ổi vào ngày 9 tháng 4 năm 2003 trong toàn cảnh thế giới, khi các phương tiện truyền thông toàn cầu quay phim và chụp ảnh sự hủy diệt. 
| Địa điểm                                                         | Vị trí  | Quốc gia |
| Bưu điện trung tâm (1975)                                        | Baghdad | Irac     |
| Biệt thự Hamood (1972)                                           | Baghdad | Irac     |
| Công ty bảo hiểm quốc gia                                        | Mosul   | Irac     |
| Văn phòng và Kho thuốc lá (1965)                                 | Baghdad | Irac     |
| Đài tưởng niệm người lính vô danh (dựng năm 1959: thay thế 1983) | Baghdad | Irac     |
| Khu dân cư Rafiq (1965)                                          | Baghdad | Irac     |

### Các ấn phẩm liên kết
Các ấn phẩm của Chadirji chủ yếu bằng tiếng Ả Rập và bao gồm:
- al-Ukhaidir và Cung điện Pha lê (1991)
- Đối thoại về cấu trúc của nghệ thuật và kiến trúc (1995).
- Phương pháp tái sinh để cạnh tranh thiết kế nhà thờ Hồi giáo với Nhà thờ Hồi giáo Nhà nước, Baghdad. Trong Mimar 1984,11 trang 44-63 ISSN  0129-8372.
- Khái niệm & Ảnh hưởng: Hướng tới Kiến trúc Quốc tế Khu vực hóa, 1987.ISBN số. 0-7103-0180-4.
- Truyền thống quốc tế hóa trong kiến trúc, 1988. Số không. 1-85035-146-5.

| Tác giả           | Tiêu đề                                                                    | Năm  |
| Chadirji, Rifat   | Giới thiệu về thiết kế và kiến trúc đô thị ở Lebanon                       | 2004 |
| Chadirji, Rifat   | Kiến trúc sư phỏng vấn Medina                                              | 1999 |
| Chadirji, Rifat   | Những bức ảnh của Kamil Chadirji                                           | 1995 |
| Khan, Hasan-Uddin | Chủ nghĩa hiện đại khu vực: Danh mục đầu tư khắc của Rifat Chadirji        | 1984 |
| Chadirji, Rifat   | Khái niệm và ảnh hưởng: Hướng tới một kiến trúc quốc tế khu vực, 1952-1978 | 1986 |

## Giải thưởng
- 1964: Huy chương đồng, Thiết kế nội thất Barcelona
- 1986: Giải thưởng của Chủ tịch Giải thưởng Aga Khan về Kiến trúc
- 2008: Giải thưởng sách của Sheikh Zayed, 2008
- 2015: Tiến sĩ danh dự từ Đại học Coventry
- 2015: Giải thưởng Thành tựu trọn đời từ Giải thưởng Xuất sắc Tamayouz

## Di sản
Vào năm 2017, Giải thưởng Rifat Chadirji đã được tạo ra để công nhận các kiến trúc sư địa phương có liên quan đến việc xây dựng lại các phần của Iraq đã bị phá hủy. Giải thưởng được trao dưới sự bảo trợ của Giải thưởng Tamayouz cho Xuất sắc.
Trong cùng năm đó, ông cũng tặng kho lưu trữ kiến trúc của mình  và kho lưu trữ ảnh của cha mình, Kamil Chadirji, cho Trung tâm Tài liệu Aga Khan, Thư viện MIT. Các lựa chọn từ cả hai bộ sưu tập đang được cung cấp trên Archnet.org.